# Mamma Mia! (musical)
Mamma Mia! è un musical, in due atti, scritto dalla drammaturga inglese Catherine Johnson e basato sulle canzoni del gruppo musicale pop svedese ABBA. Il titolo stesso del musical riprende quello di una famosa canzone degli ABBA: Mamma Mia del 1975.
La colonna sonora del musical include i più grandi successi degli ABBA tra cui Super Trouper, Dancing Queen, Thank You for the Music, The Winner Takes It All, Lay All Your Love on Me e S.O.S.. Un altro pezzo famoso degli ABBA, Fernando, è invece una sorta di sorpresa: Donna, la madre della protagonista, lo fischietta infatti in una scena in cui attende alla piccola manutenzione del suo fatiscente albergo.
A luglio 2003 Mamma Mia! aveva avuto più di 10 milioni di spettatori in tutto il mondo.
La trama ruota attorno alle vicende di Sophie e di sua madre, Donna. Sophie, in procinto di sposarsi, vorrebbe l'assenso del padre, che non ha mai conosciuto. Decisa a scoprire l'identità del genitore, si troverà a dover decidere chi, fra tre possibili candidati, è l'uomo che sta cercando.
Nel 2008 è stata tratta dal musical una versione cinematografica dal titolo omonimo, e nel 2018 il sequel Mamma Mia! Ci risiamo, prodotti dalla Universal Pictures.

## Trama
La storia ha inizio in un'isola greca d'invenzione e coinvolge due donne: Sophie Sheridan, prossima al matrimonio con Sky, che ha sempre voluto conoscere l'identità del suo vero padre e sua madre, Donna Sheridan, che non desidera parlare alla figlia del suo passato.
Sophie legge di nascosto un diario scritto in gioventù dalla madre dove ella descrive le sue relazioni sentimentali con tre uomini. La conclusione a cui giunge Sophie è che uno di loro deve essere certamente suo padre e decide di spedire l'invito di nozze a tutti e tre senza rivelare nulla a sua madre.
I tre uomini sono Harry Bright, Bill Anderson e Sam Carmichael, ognuno con le proprie peculiarità. Harry è un banchiere intelligente che ride in modo singolare; Sam, un architetto già sposato all'epoca della relazione con Donna; Bill, un australiano che riassume tutti gli stereotipi degli abitanti di quel paese.
Partecipano al matrimonio, invitate da Donna, anche due vecchie amiche: Tanya, una pluridivorziata molto ricca, e Rosie, una single convinta che ama divertirsi. Le tre donne si erano conosciute anni prima formando un trio canoro chiamato Donna and the Dynamos.
Inizialmente, Sophie è portata a credere che suo padre sia Bill dopo aver saputo che sua zia, Sophia, aveva lasciato una grossa somma di denaro in eredità per tutti i suoi familiari. Donna, le aveva raccontato di averla chiamata così in ricordo di una certa Sophia, la cui eredità le aveva permesso di aprire un locale.
Sophie chiede, dunque, a Bill di condurla all'altare il giorno del matrimonio e l'uomo accetta. Ma di lì a poco, anche Harry e Sam, ciascuno convinto di essere il padre della giovane, ne parlano con Sophie arrivando a credere anch'essi, ognuno all'insaputa dell'altro, di dover portare all'altare la figlia, finché Sophie non chiarisce a tutti che sarà sua madre invece a condurla.
Viene il giorno del matrimonio, e finalmente chiaro a ognuno che la paternità di Sophie è ancora ignota, ma a nessuno dei tre padri importa quale sia la verità: tutti e tre gli uomini sarebbero felici di far parte della vita della giovane, la quale si rende tuttavia conto che non desidera affatto sposarsi.
Ma i preparativi del matrimonio non possono andare sprecati; così Donna finisce per sposare Sam, oramai da tempo divorziato. È evidente, inoltre, che pure Rosie e Bill sono sentimentalmente attratti l'uno dall'altra. Harry, dal canto suo, aveva accennato ad una sua dolce metà: rivela di essere omosessuale e fidanzato con un uomo chiamato Nigel.
La storia termina con Sophie e Sky che lasciano l'isola per viaggiare in giro per il mondo.

## Rappresentazioni e successi
Mamma mia! debutta a Londra il 6 aprile 1999 al teatro Prince Edward, in cui viene rappresentato ininterrottamente fino al 2004, quando viene trasferito al Prince of Wales Theatre. Da settembre 2012 lo spettacolo si è spostato al Novello Theatre.
Nel cast originale londinese vi erano Siobhán McCarthy (Donna), Louise Plowright (Tanya) e Jenny Galloway nella parte di Rosie.
La prima rappresentazione oltreoceano risale al 23 maggio 2000 a Toronto, in Canada, al Royal Alexandra Theatre.
Il debutto a Broadway avviene il 18 ottobre 2001 al Winter Garden Theatre. Il cast della prima a Broadway comprendeva Louise Pitre (Donna), Judy Kaye (Rosie) e Karen Mason (Tanya).
Il 15 maggio 2005, Mamma Mia! supera per numero di repliche (oltre 1500) alcune produzioni storiche di Broadway come The Sound of Music, The King and I e Baciala per me (Damn Yankees). Dal 9 settembre 2006 è, per numero di rappresentazioni, la ventiquattresima più longeva produzione teatrale di Broadway.
Nel giugno 2005 Mamma Mia! raggiunge le 1.000 repliche a Las Vegas, diventando l'opera teatrale di maggior successo e durata mai rappresentata della città.
Il 19 aprile 2006, sul sito web Broadway.com è stata annunciata, per l'autunno del 2007, una versione cinematografica del musical, diretta da Tom Hanks e con Rita Wilson, Björn Ulvaeus e Benny Andersson come produttori esecutivi, che vedrà l'attrice Meryl Streep interpretare il ruolo di Donna.
Il film, in realtà, uscirà nelle sale cinematografiche statunitensi nell'estate del 2008 e in autunno in quelle italiane. Del cast fanno parte la già citata Meryl Streep, Pierce Brosnan e Colin Firth.
Ad ottobre del 2006, Mamma Mia! è stato rappresentato in otto lingue: inglese, tedesco, giapponese, neerlandese, coreano, spagnolo, svedese e russo.
Nel 2009 va in scena al PalaCredito di Romagna di Forlì per il Ravenna Festival.
Dopo essere stato rappresentato per sette mesi al Teatro Nazionale di Milano, da ottobre 2011 il Musical prodotto da Stage Entertainment è stato replicato fino al 29 febbraio 2012 al Teatro Brancaccio di Roma.
Dal 2019 la compagnia Merybi di Gemona del Friuli UD rappresenta "Mamma Mia - Ce Spetacul", un adattamento del musical 
con ambientazioni friulane e con molti dialoghi e battute in friulano; a maggio 2023 il musical è stato replicato sette volte in vari teatri della regione.

## Personaggi e registro vocale
| Personaggio     | Registro vocale | Descrizione |
| Donna Sheridan  | mezzosoprano    | Energica proprietaria di un modesto albergo dal passato tumultuoso. Da giovane formava con Tanya e Rosie il gruppo delle Dynamos.            |
| Tanya           | contralto       | amica di Donna con tre divorzi alle spalle.                                                                                                  |
| Rosie           | mezzosoprano    | amica di Donna, single per scelta |
| Sophie Sheridan | soprano         | Ventenne figlia di Donna |
| Sam Chermichael | baritono/tenore | Uno dei tre possibili padri di Sophie, l'unico vero amore della protagonista. È divorziato e ha due figli.                                   |
| Harry Bright    | baritono/tenore | Uno dei tre possibili padri di Sophie. È inglese, lavora in borsa ed è omosessuale.                                                          |
| Bill Anderson   | baritono        | Uno dei tre possibili padri di Sophie. Viene soprannominato “Indiana” a causa del suo essere molto avventuroso                               |
| Sky             | tenore          | Fidanzato di Sophie. Dopo aver trascorso alcuni anni a Londra lavorando in borsa si è trasferito in Grecia con il sogno di aprire un casinò. |

## Produzioni

### Produzioni attuali
| Città e Teatro                                                | Periodo                             | Lingua                            |
| Londra: Prince of Wales Theatre                               | Dal 2004                            | inglese                           |
| New York: Winter Garden Theatre di Broadway                   | Dal 18 ottobre 2001                 | inglese                           |
| Las Vegas: Mandalay Bay                                       | Dal 13 febbraio 2003                | inglese                           |
| Varie città nordamericane nel corso della tournée U.S. Tour 2 | In corso dal 26 febbraio 2002       | inglese                           |
| International Tour                                            | In corso dal 30 agosto 2004         | inglese                           |
| Mosca                                                         | Dal 14 ottobre 2006                 | russo                             |
| Seongnam (Corea del Sud)                                      | Dal 20 gennaio 2007                 | coreano                           |
| Trieste (Italia)                                              | Dal da fine aprile al 3 maggio 2009 | inglese - Sottotitoli in Italiano |

### Produzioni in allestimento
| Città e Teatro | Periodo            | Lingua     |
| Göteborg       | dal 9 maggio 2007  | svedese    |
| Fukuoka        | dal 19 maggio 2007 | giapponese |
| Essen          | da maggio 2007     | tedesco    |
| Parigi         | da ottobre 2010    | francese   |
| San Paolo      | da novembre 2010   | portoghese |

### Produzioni terminate
| Città e Teatro                               | Periodo                                    | Lingua     |
| Londra: Prince Edward Theatre                | 9 aprile 1999 - 27 maggio 2004             | inglese    |
| Toronto: Royal Alexandra Theatre di Broadway | 23 maggio 2000 - 22 maggio 2005            | inglese    |
| U.S. Tour 1                                  | 15 novembre 2000 - 29 agosto 2004          | inglese    |
| Australasian International Tour              | 9 giugno 2001 - 9 marzo 2005               | inglese    |
| Tokyo                                        | 1º dicembre 2002 - 28 novembre 2004        | giapponese |
| Utrecht                                      | 9 novembre 2003 - 12 febbraio 2006         | olandese   |
| Seul                                         | 25 gennaio-24 aprile 2004 e 18 giugno 2006 | coreano    |
| Taegu (Corea del Sud)                        | 15 gennaio 2005                            | coreano    |
| Stoccolma                                    | 12 febbraio 2005 - 7 gennaio 2007          | svedese    |
| Osaka                                        | 9 gennaio 2005 - 12 febbraio 2007          | giapponese |
| Madrid: Teatro Lope de Vega                  | 11 novembre 2004 - 8 aprile 2007           | spagnolo   |
| Amburgo                                      | 3 novembre 2002 - estate del 2007          | tedesco    |
| Stoccarda                                    | 18 luglio 2004 - estate del 2007           | tedesco    |
| Anversa                                      | 12 marzo - 2 luglio 2006                   | olandese   |
| Milano                                       | ottobre 2010 - aprile 2011                 | italiano   |
| Roma: "Teatro Brancaccio" (Italia)           | Dal 13 ottobre 2011 al 29 febbraio 2012    | italiano   |

### Rappresentazioni in Italia
Una serie di rappresentazioni si è tenuta in Italia nel 2009; il tour è partito il 26 febbraio dal teatro degli Arcimboldi di Milano e ha fatto tappa al Politeama Rossetti di Trieste dal 22 aprile al 3 maggio e al Palafiera di Forlì dal 15 al 20 giugno nell'ambito del Ravenna Festival.

## Canzoni

### Atto I
- Overture / Prologo
- Honey, Honey (Miele miele)

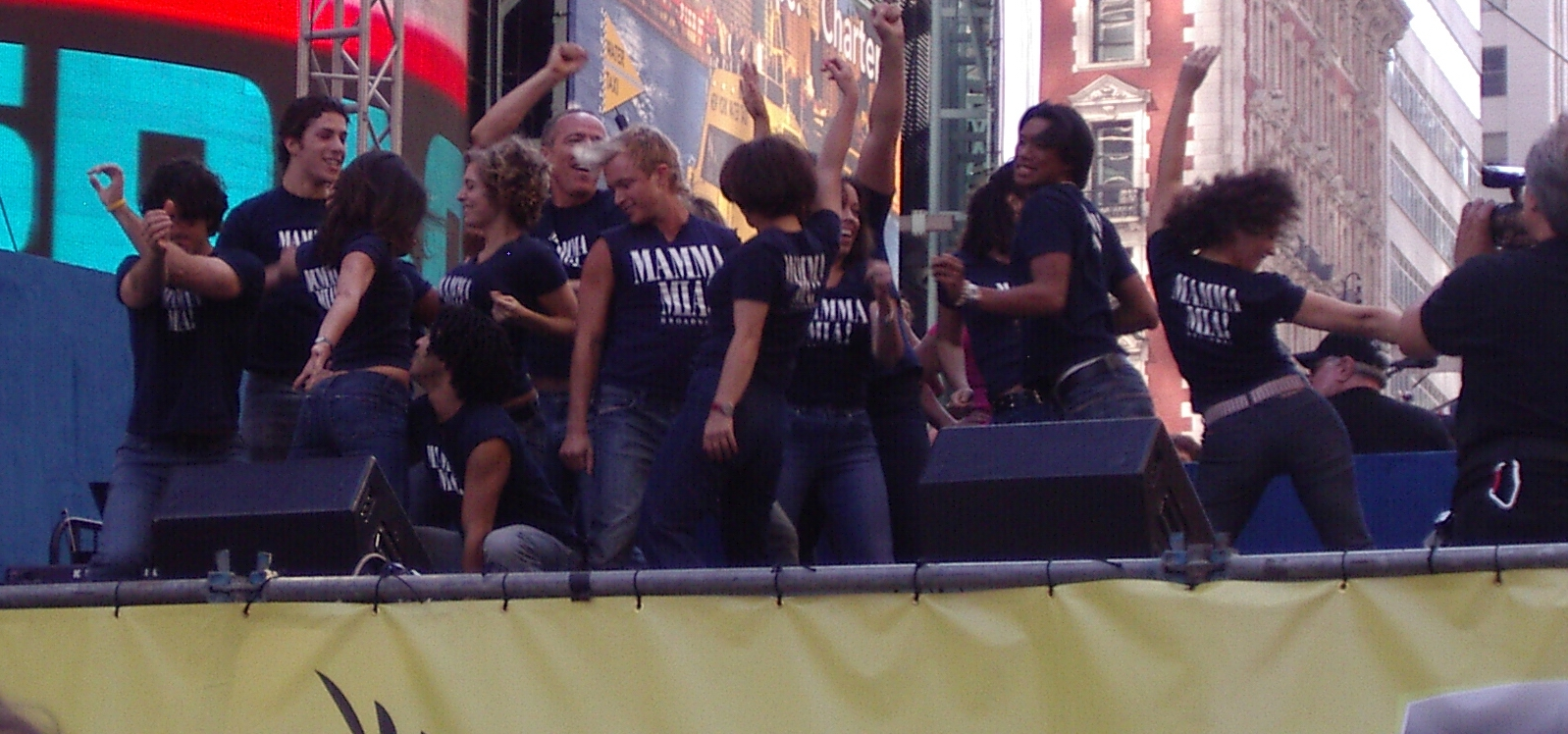
Il cast di Mamma Mia! a Broadway On Broadway 2005.

- Money, Money, Money (Soldi soldi soldi)
- Thank You for the Music (Grazie per la musica)
- Mamma Mia
- Chiquitita
- Dancing Queen (Regina danzante) (testi: Tu sei la regina)
- Lay All Your Love on Me (Tutto il vostro amore)
- Super Trouper
- Gimme! Gimme! Gimme! (A Man After Midnight) (L'uomo dopo notte)
- The Name of the Game (Il nome del gioco)
- Voulez-Vous

### Atto II
- Entr'Acte
- Under Attack
- One of Us
- S.O.S.
- Does Your Mother Know
- Knowing Me, Knowing You
- Our Last Summer
- Slipping Through My Fingers
- The Winner Takes It All
- Take a Chance on Me
- I Do, I Do, I Do, I Do, I Do
- I Have a Dream

### Bis a fine spettacolo
- Mamma Mia
- Dancing Queen (Regina danzante) (testi: Tu sei la regina)
- Waterloo

Il pubblico è invitato a cantare durante i bis di Mamma Mia e Dancing Queen.

### Variazione sul copione originale
L'allestimento iniziale del musical avrebbe dovuto presentare la canzone Summer Night City (Notte d'estate) subito dopo il prologo. La scena, in seguito tagliata, mostrava le prove del matrimonio e, durante l'esecuzione della canzone, l'arrivo di Tanya e Rosie sull'isola.